# Karol Fryderyk Wirtemberski (książę oleśnicki)
Karol Fryderyk Wirtemberski (ur. 7 lutego 1689, Merseburg, zm. 14 grudnia 1761, Oleśnica) – książę oleśnicki

## Życiorys
Syn księcia Krystiana Wirtemberskiego i jego drugiej żony Sybilli Marii z Saksonii-Merseburga. Jego ojciec zmarł w 1704 roku. Zgodnie z umową rodową wraz z bratem Krystianem Ulrykiem w momencie uzyskanie pełnoletniości otrzymał oleśnicką część księstwa, a ich kuzyn Karol część bierutowską. 21 kwietnia 1709 roku ożenił się z Sybillą Wirtemberską, córką księcia Fryderyka Wirtemberskiego-Weiltingen i Elżbiety Wirtemberskiej-Mömpelgard. Para nie miała dzieci.
W latach 1738−1744 regent Księstwa Wirtembergii (w okresie małoletniości księcia Karola Eugeniusza). W 1734 roku zmarł jego brat Krystian Ulryk, a współrządzącym częścią oleśnicka został wtedy syn zmarłego, Karol Krystian. W 1745 roku zmarł Karol, do którego należała część bierutowska; w związku z tym, że nie miał on dzieci, jego część przeszła na współwłasność Karola Fryderyka i Karola Krystiana. Po bezpotomnej śmierci Karola Fryderyka, w 1761 roku, Karol Krystian posiadł na własność cały obszar księstwa oleśnickiego.
Był jednym z fundatorów Uniwersytetu Wrocławskiego, jego portret znajduje się w plafonie schodów cesarskich Gmachu Głównego. W 1730 roku wybuchł wielki pożar w Oleśnicy. Miasto odbudowane zostało ze środków, jakie udało się zebrać w Wirtembergii i Saksonii, do których o pomoc zwrócił się Karol Fryderyk.
Od 1740 roku na terenie księstwa toczyła się wojna śląska. Król Fryderyk II Wielki, który przejął Śląsk, pozbawił książąt władzy; od tej pory byli oni jedynie posiadaczami ziemskimi, natomiast władzę administracyjną przejęły organy królewskie. Pozostały im jednak tytuły książęce.
W 1739 roku został odznaczony Orderem Orła Białego

## Literatura
- Jan Županič: Württemberkové v Olešnici. [w:] „Studia zachodnie”, 13, 2011, S. 49-64.